# USS LST-813
O USS LST-813 foi um navio de guerra norte-americano da classe LST que operou durante a Segunda Guerra Mundial.